# Flores do Piauí
Flores do Piauí is een gemeente in de Braziliaanse deelstaat Piauí. De gemeente telt 4.615 inwoners (schatting 2009).